# Nanume naneum
Nanume naneum là một loài nhện trong họ Theridiidae. Chúng thuộc chi đơn loài Nanume và được Michael J. Roberts miêu tả năm 1983.